# 58607 Wenzel
58607 Wenzel è un asteroide della fascia principale. Scoperto il 19 ottobre 1997 da Miloš Tichý, presenta un'orbita caratterizzata da un semiasse maggiore pari a 2,2558383 UA e da un'eccentricità di 0,0891691, inclinata di 6,47454° rispetto all'eclittica.
L'asteroide è dedicato all'astronomo tedesco Wolfgang Wenzel.